# Saison 5 de Warehouse 13
Chronologie
Saison 4
La cinquième et dernière saison de Warehouse 13, série télévisée américaine, est composée de six épisodes.

## Synopsis
Après avoir sauvé la vie du président des États-Unis, deux agents des Services Secrets sont nommés à un nouveau poste dans le sud du Dakota à Warehouse 13, un service qui abrite les objets aux propriétés surnaturelles que le gouvernement américain a collecté à travers les siècles. Le duo a alors pour mission de récupérer d'éventuels nouveaux artéfacts susceptibles de mettre la population en danger.

## Distribution

### Acteurs principaux
- Eddie McClintock (VF : Benjamin Pascal) : Pete Lattimer
- Joanne Kelly (VF : Marie Zidi) : Myka Ophelia Bering
- Saul Rubinek (VF : Pascal Casanova) : Dr Arthur « Artie » Nielsen
- Allison Scagliotti (VF : Sylvie Jacob) : Claudia Donovan
- Aaron Ashmore (VF : Stéphane Pouplard) : agent Steve Jinks

### Acteurs récurrents
- CCH Pounder (VF : Michèle Bardollet) : Irène Frédéric
- Chryssie Whitehead (VF : Emmanuelle Hamet-Pailly) : Claire Donovan
- Kelly Hu (VF : Ivana Coppola) : Abigail Cho
- Jaime Murray (VF : Marion Valantine) : H. G. Wells
- Lindsay Wagner (VF : Dominique Macavoy) : Dr Vanessa Calder

### Invités
- Anthony Stewart Head (VF : Nicolas Marié) : Paracelsus (épisode 1)
- Emily Alatalo : Julia Helmsworth (épisode 2)
- Danielle Bourgon : Booth Owner (épisode 2)
- Mark Deklin (VF : Jérémy Bardeau) : Ted (épisode 2)
- Megan Gallagher : Diane Hewlett (épisode 2)
- David Tompa : Gavin Tager (épisode 2)
- Janet Varney (en) : Elise (épisode 2)
- Fiona Byrne : la mère de Claudia (épisode 2)
- Danny Smith : Joe (épisode 3)
- Tori Anderson : Princesse (épisode 3)
- Shawn Ashmore frère jumeau d'Aaron Ashmore (épisode 4)

## Production

### Développement
Le 17 mai 2013, la série a été officiellement renouvelée pour cette cinquième et dernière saison de six épisodes.

### Tournage
Le tournage s'est effectué entre le 24 juin 2013 et le 31 août 2013 à Toronto

## Liste des épisodes

### Épisode 1:Une éternité en enfer
- États-Unis /  Canada : 14 avril 2014 sur Syfy[5] / Showcase
- France : 30 décembre 2014 sur Syfy[6]

- États-Unis : 1,17 million de téléspectateurs[7] (première diffusion)

### Épisode 2:Services secrets
- États-Unis : 21 avril 2014 sur Syfy
- France : 30 décembre 2014 sur Syfy[6]

- États-Unis : 1,15 million de téléspectateurs[8] (première diffusion)

### Épisode 3:Sans peur et sans reproche
- États-Unis : 28 avril 2014 sur Syfy
- France : 6 janvier 2015 sur Syfy[6]

- États-Unis : 1,08 million de téléspectateurs[9] (première diffusion)

### Épisode 4:Dédoublements
- États-Unis : 5 mai 2014 sur Syfy
- France : 6 janvier 2015 sur Syfy[6]

- États-Unis : 898 000 téléspectateurs[10] (première diffusion)

### Épisode 5:Entrepôt 14
- États-Unis : 12 mai 2014 sur Syfy
- France : 13 janvier 2015 sur Syfy[6]

- États-Unis : 852 000 téléspectateurs[11] (première diffusion)

### Épisode 6:Fin de bail
- États-Unis : 19 mai 2014 sur Syfy
- France : 13 janvier 2015 sur Syfy[6]

- États-Unis : 1,13 million de téléspectateurs[12] (première diffusion)

- Ryan McDonald (Jonah Roth)